# Пильчак кам'яний
Пильчак кам'яний, або Кам'яний окунь-зебра (Serranus scriba) — морська хижа риба родини серранові. Один з 29-ти видів роду, один з 2-х видів роду у фауні України. Занесена до Червоної книги України.

## Опис та будова
Тіло стиснуте з боків, високе, хвостове стебло вкорочене. Спинний плавець відносно високий і довгий, анальний короткий. Голова у профіль трикутна, зверху і з боків вкрита лускою. Рот великий, нижня щелепа виступає уперед. Очі розміщені високо на голові. Луска відносно дрібна, зазублена, до 62-75 лусок у бічній лінії. Зазвичай досягає довжини 22 см, маси близько 200 г, найбільша довжина 36 см, маса 500 г, вік до 7 років. Забарвлення тіла коричнево-жовте чи буре, на боках є 5-8 поперечних смуг. Під і перед очима є оранжеві смужки й лінії, між якими знаходяться світлоблакитні плями. Колюча частина спинного плавця блакитнувато-сіра, м'яка; анальний і хвостовий плавці коричнево-жовті з темночервоними дрібними плямами. Грудні плавці жовті з двома синюватими поперечними смужками. Черевні плавці синювато-сірі з червоними кінчиками.

## Спосіб життя
Морський придонний вид, тримається поодиноко в прибережній зоні, зустрічається переважно на кам'янистих ґрунтах і скелях, вкритих водоростями до глибини 150 м, зокрема в щілинах скель чи серед водоростей. Зграї утворює в період нересту. Підходить у прибережну зону в теплу пору року. Хижак, живиться переважно рибою, зрідка крабами та креветками, підстерігає здобич, ховаючись серед водоростей чи у щілинах скель. Функціональний гермафродит. У нерестовий період його гонади мають дозрілі жіночі й чоловічі статеві клітини. У природних умовах можливе перехресне запліднення і самозапліднення. Нерест багатопорційний з безперервним дозріванням ооцитів. Розмножується з червня до вересня, найактивніше в липні-серпні. Ікринки пелагічні, сферичні, з одною маленькою жировою краплею, в діаметрі від 0,99 до 1,13 мм.

## Поширення

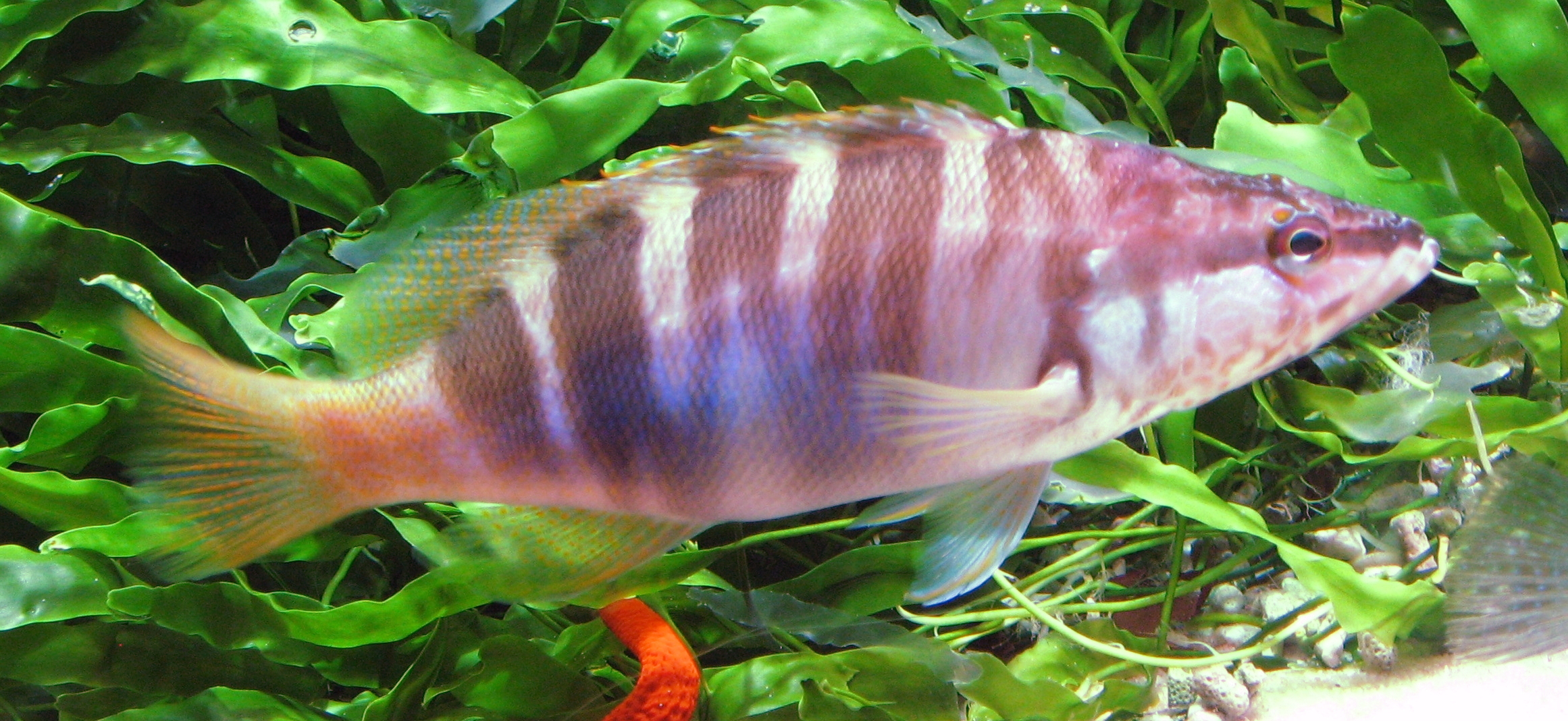
Пильчак кам'яний з узбережжя Корсики, Франція

Атлантичний океан від Біскайської затоки до Південної Африки, Середземне, Адріатичне, Чорне моря. В України зрідка зустрічається біля берегів Криму, та в Одеській затоці.